# Museo civico Pier Alessandro Garda
Il Museo civico Pier Alessandro Garda è un museo della città di Ivrea in Piemonte.

## Storia
Il museo, intitolato a Pier Alessandro Garda, è stato inaugurato il 31 gennaio 2014 dopo oltre trent'anni di inattività.
Nel 2024 è stata allestita una mostra sull'arte ceramica trasversale alle collezioni in occasione del primo decennale dal rinnovamento museale.

## Collezioni
Il museo comprende tre principali collezioni:
- la collezione archeologica, che raccoglie testimonianze e reperti della città e del territorio di Ivrea dall’età neolitica fino al periodo basso medievale;[3][4][5]
- la collezione d'arte orientale, frutto della raccolta personale di Pier Alessandro Garda all'epoca del giapponismo, comprendente oltre 500 opere provenienti dal Giappone, e della raccolta proveniente dal Palazzo Giusiana del conte Francesco Baldassarre Perrone, comprendente diversi oggetti cinesi e di altri paesi asiatici;[3][6][4][7]
- la collezione Croff, che si compone di quadri di Giovanni del Biondo, Neri di Bicci, Bergognone, Carracci, Giuseppe Palizzi, Filadelfo Simi, Pietro Annigoni, Xavier e Antonio Bueno, Giorgio De Chirico, ottenuti dalla città di Ivrea grazie a un lascito testamentario di Lucia Guelpa.[3][4][8]